# Michael Jenkins (cestista)
Michael Jerome Jenkins (Kinston, 6 settembre 1986) è un ex cestista statunitense.

## Carriera
Dopo quattro stagioni alla Winthrop University, ha esordito da professionista nel 2008 con gli Albany Patroons in CBA. Nel 2009 è passato al Budućnost Podgorica.
Nella stagione 2009-10 ha disputato 34 partite di Basketball-Bundesliga con i Tigers Tübingen. Dal 2010 al 2012 ha giocato in Belgio prima con il Liegi, poi con i Gent Dragons. Nell'estate 2012 si è trasferito in Legadue al Basket Brescia Leonessa, raggiungendo nel giugno del 2013 la finale dei playoff persa contro la Giorgio Tesi Group Pistoia. Il 12 luglio 2013 si trasferisce alla Pallacanestro Cantù

## Palmarès
- FIBA Europe Cup: 1

Reyer Venezia: 2017-18